# Momie vivante
N'Kantu, alias la Momie vivante (« N'Kantu, the Living Mummy » en VO), est un super-héros évoluant dans l'univers Marvel de la maison d'édition Marvel Comics. Créé par le scénariste Steve Gerber et le dessinateur Rich Buckler, le personnage de fiction apparaît pour la première fois dans le comic book Supernatural Thrillers (en) #5 en août 1973.

## Biographie du personnage

### Origines
Fils d'un chef tribal africain, N'Kantu naît il y a plus de 3 000 ans dans la nation des Swarilis. Le jour de ses 21 ans, il passe l'épreuve du Lion avec brio, pour devenir un guerrier tribal et le futur roi de son peuple. 
Au retour d'une chasse, le jeune roi découvre que son village a été mis à sac par des esclavagistes égyptiens. Il prend les armes mais est capturé dans la bataille.
Les esclaves sont contraints de construire des monuments pour le Pharaon Aram-Set et son prêtre Nephrus. Rebelle, N'Kantu est séparé des siens. Il organise une révolte rapide, qui s’achève dans un bain de sang, les Swarili massacrant leurs tortionnaires.
Alors que N'Kantu tue Aram-Set d'un coup de lance, Nephrus paralyse le jeune homme avec une potion. Le prêtre organise ensuite une cérémonie de momification, vidant le corps de N'Kantu de son sang et le remplaçant par un liquide mystique, et recouvrant son corps de bandelettes de papyrus. Il le place ensuite dans un sarcophage de pierre pour le punir.

### Le réveil
Vers la fin du XXe siècle, le sort de Nephrus prend fin, et un N'Kantu réveillé réussit à sortir de son tombeau. Il provoque une émeute au milieu du Caire. Un descendant de Nephrus le retrouve et le capture, transférant la momie au musée de New York, d'où il le ranime.
N'Kantu est ensuite téléporté dans la dimension des quatre Élémentaux, qui lui ordonnent de retrouver le Scarabée de Rubis. Il combat par la suite le Monolithe vivant puis se retourne contre les Élémentaux, grâce au Scarabée qu'il a en sa possession.
Plus tard, il se lie d'amitié avec Ulysses Bloodstone, avant d'être enlevé par le Grand Maître pour le Tournoi des champions. Toutefois, le doyen de l'Univers ne le trouvant pas assez fort, il le renvoie sur Terre.
N'Kantu s'allia ensuite avec la Chose pour vaincre un autre descendant de Nephrus, puis rencontre Captain America, qu'il assiste en Afrique.
Il rencontre des années plus tard Elsa Bloodstone, la fille de son ami, puis passe des années à garder l'« Orbe de Ra », un artéfact religieux. La Momie vivante est par la suite contactée par Nick Fury, et rejoint les Howling Commandos pour diverses missions secrètes.

### Civil War
Pendant le crossover Civil War, N'Kantu, rebelle au SHRA, est emprisonné dans la Zone négative. Il est libéré par le jeune Hulkling et retourne vivre en Égypte pour garder l'Orbe de Ra.
Fatigué de sa condition, il invoque l'esprit de Nephrus pour le forcer à lui rendre la vie ou le laisser mourir. Mais Nephrus en est incapable. Toutefois, l'évènement attire le dieu Anubis, qui prend N'Kantu comme agent. En échange d'âmes humaines (impliquant des meurtres), il accepte d'aider le roi à avancer dans l'au-delà.

## Pouvoirs et capacités
Atteignant une taille proche de 2,30 m pour une masse d'environ 300 kg, N'Kantu est une véritable momie vivante, parfaitement conservée grâce à un procédé d'embaumement mystique. Étant devenu un mort-vivant, N'Kantu est éternel et ne peut mourir de vieillesse. Il n'a plus besoin de se nourrir, de respirer ou de dormir. Grâce au fluide de préservation qui le maintient en vie, il peut résister aux effets des maladies, des drogues et du temps.
En complément de ses pouvoirs, N'Kantu est un guerrier talentueux. Par ailleurs, sa gorge étant asséchée (à cause de son embaumement et de ses 3 000 ans passés dans sa tombe), il a beaucoup de difficultés pour parler. Jusqu’à récemment, il ne s’exprimait que dans l’ancien dialecte des Swarili, rendant toute communication particulièrement difficile.
- La Momie vivante possède une force et une endurance surhumaines. Il est capable de soulever (ou d'exercer une pression équivalente à) environ 10 tonnes[1].
- Sa peau entourée de bandelettes est dure comme de la pierre et résiste aux chocs, mais reste très vulnérable aux feu. De même, sa condition de mort-vivant le rend plus lent et moins agile qu'un être humain normal, ses mouvements donnant une impression de lenteur[1].
- Il peut détecter la magie et certaines formes d’énergie, comme celles liées aux descendants de Nephrus. Il peut reconnaître ces derniers quand il en voit un[1].